# Spegeln, Stockholm

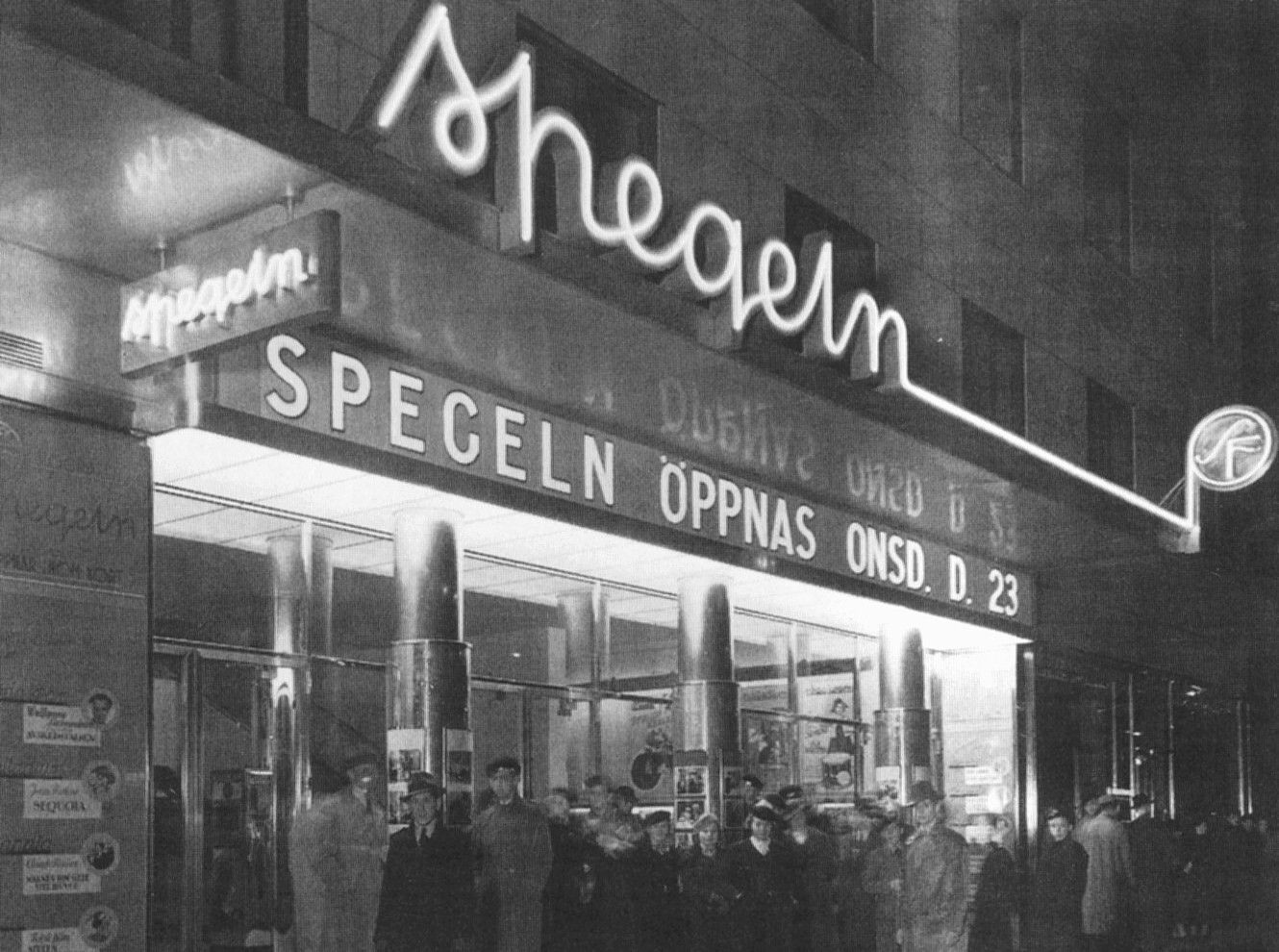
Spegeln vid invigningen 1935.

Spegeln var en biograf i kvarteret Sperlingens backe vid Birger Jarlsgatan 16 på Östermalm i Stockholm. Biografen öppnade den 23 oktober 1935 och stängde 1995.

## Historik

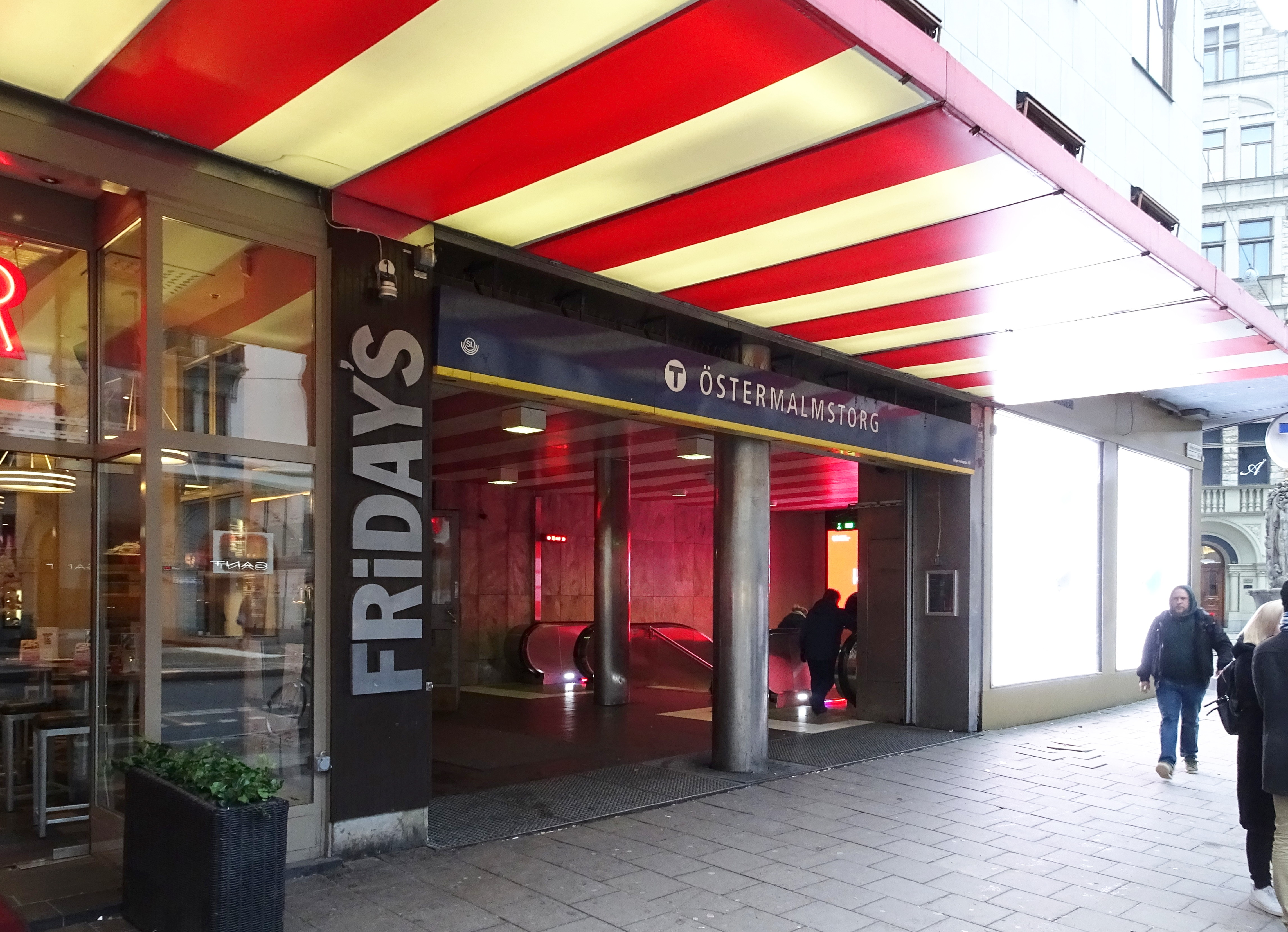
Entrén i december 2019.

Före Spegeln fanns på samma adress biografen Piccadilly som invigdes 1917 och stängde 1934 när huset skulle rivas.
Spegeln var en funktionalistisk skapelse ritad av Gustaf Clason (son till arkitekten Isak Gustaf Clason) och inhyst i den för Städernas allmänna brandstodsbolag nybyggda kontorsfastigheten. 
Entrén var från Birger Jarlsgatan och ovanför den fanns en stramt formgiven baldakin på pelare klädda i rostfritt stål. På modernistiskt sätt skrevs Spegelns namn i neonskrift och i skrivstil med gemener, alltså spegeln. Konstnären Gunnar Torhamn hade gestaltat ridån. Invigningsprogrammet var Gustaf Edgrens Valborgsmässoafton.
Spegeln var Svensk Filmindustris premiärbiograf och hade totalt 712 platser. Det var en kombinerad kortfilms- och långfilmsbiograf. Den första långfilmen i färg enligt Agfacolors system som visades i Sverige hade premiär på biografen Spegeln den 22 mars 1943. Filmen hette Den gyllene staden, var regisserad av Veit Harlan och producerad av UFA i Tyskland.
År 1964 byggdes Spegeln om varvid den modernistiskt utformade entrén försvann och blev en del av entrén till tunnelbanestationen Östermalmstorg. Samtidigt byttes skrivstil till raka versaler, SPEGELN. Efter ytterligare en renovering 1979 fick biografen nya fåtöljer och antalet platser minskades till 569. Biografen lades ned 1995.